# Furcula niveata
Furcula niveata är en fjärilsart som beskrevs av Barnes och Benjamin 1924. Furcula niveata ingår i släktet Furcula och familjen tandspinnare. Inga underarter finns listade i Catalogue of Life.